# Boesenbergia curtisii
Boesenbergia curtisii är en enhjärtbladig växtart som först beskrevs av John Gilbert Baker, och fick sitt nu gällande namn av Rudolf Schlechter. Boesenbergia curtisii ingår i släktet Boesenbergia och familjen Zingiberaceae. Inga underarter finns listade i Catalogue of Life.